# Mogocza
Mogocza (ros. Могоча) – miasto we wschodniej Rosji, w Kraju Zabajkalskim, położone nad ujściem rzeki Mogoczy do Amazaru, ok. 90 km na północny zachód od granicy chińsko-rosyjskiej. W 2010 roku miasto liczyło 11 093 mieszkańców.
Przez miasto przebiega linia kolei transsyberyjskiej.